# Dardez
Dardez – miejscowość i gmina we Francji, w regionie Normandia, w departamencie Eure.
Według danych na rok 1990 gminę zamieszkiwało 137 osób, a gęstość zaludnienia wynosiła 49 osób/km² (wśród 1421 gmin Górnej Normandii Dardez plasuje się na 762. miejscu pod względem liczby ludności, natomiast pod względem powierzchni na miejscu 853).